# Гедвига Зульцбахская
Мария Гедвига Августа Пфальц-Зульцбахская (нем. Marie Hedwig Auguste von Pfalz-Sulzbach; 15 апреля 1650, Зульцбах — 23 ноября 1681, Гамбург) — пфальцграфиня Зульцбахская, в замужестве герцогиня Саксен-Лауэнбургская. На протяжении трёх недель формально была замужем за австрийским эрцгерцогом Сигизмундом Францем.

## Биография
Гедвига Зульцбахская — старший ребёнок в семье пфальцграфа Кристиана Августа Зульцбахского и его супруги Амалии, дочери графа Иоганна VII Нассау-Зигенского. Впоследствии в семье родились сестра и трое братьев, двое из которых умерли в раннем возрасте.
3 июня 1665 года состоялась помолвка по доверенности 15-летней Гедвиги с эрцгерцогом Сигизмундом Францем Австрийским, который был старше её на двадцать лет. Свадьба проходила в зульцбахской часовне. Фактически брак не был осуществлен, поскольку Сигизмунд умер в Инсбруке, куда уехал встречать жену через несколько недель после заключения брака.
Вторая помолвка Гедвиги состоялась с герцогом Саксен-Лауэнбургским Юлием Францем. Венчание вновь проходило в Зульцбахе.
От этого брака родились три дочери:
- Мария Анна Терезия (1670—1671) — умерла в младенчестве.
- Анна Мария Франциска (1672—1741), замужем за Филиппом Вильгельмом Нейбургским (1668—1693), позднее — за великим герцогом Тосканским Джаном Гастоне Медичи (1671—1737), имела двоих детей от первого брака.
- Франциска Сибилла Августа (1675—1733), замужем за маркграфом Людвигом Вильгельмом Баден-Баденским (1655—1707), имела девять детей.

Гедвига умерла осенью 1681 года и была похоронена в Шлаккенверте. Юлиус Франц умер через восемь лет после смерти жены, не оставив наследника по мужской линии. Власть в герцогстве незаконно захватил Георг Вильгельм Люнебургский, вторгшийся с войском на территорию Саксен-Лауэнбурга несмотря на то, что законной наследницей была Анна Мария Франциска.